# Kokujewiella vicaria
Kokujewiella vicaria là một loài tò vò trong họ Ichneumonidae.